# 1914 في المكسيك
فيما يلي قوائم الأحداث التي وقعت خلال عام 1914 في المكسيك.

## سياسة

### انتهاء فترة المنصب
- 15 يوليو – فيكتوريانو ويرتا رئيس المكسيك.

## مواليد

### مارس
- 17 مارس – بيبي أريزميندي ملاكم مكسيكي.
- 31 مارس – أكتافيو باث

## وفيات

### يناير
- 1 يناير – خوان إن نابارو